# Kurt Sulzenbacher
Kurt Sulzenbacher (San Candido, 29 ottobre 1976) è un ex sciatore alpino italiano specializzato nelle prove veloci.

## Biografia
Sulzenbacher iniziò a prendere parte a gare FIS nel dicembre del 1994 ed esordì in Coppa Europa il 16 gennaio 1995 a La Thuile, classificandosi 26º in discesa libera. Nella stessa stagione ai Mondiali juniores di Voss vinse la medaglia d'oro nella medesima specialità. Il 19 dicembre 1998 ottenne, ad Altenmarkt-Zauchensee in discesa libera, il suo unico podio in Coppa Europa (2º) e pochi giorni dopo esordì in Coppa del Mondo, il 29 dicembre nella discesa libera di Bormio (30º).
Conquistò i suoi due podi in Coppa del Mondo, entrambi in discesa libera, nel dicembre del 2001: l'8 a Val-d'Isère si classificò al secondo posto, mentre il 14 in Val Gardena fu terzo. Nella stessa stagione colse il quarto posto nella prestigiosa discesa libera sulla Streif di Kitzbühel del 19 gennaio e partecipò ai XIX Giochi olimpici invernali di Salt Lake City 2002, classificandosi 22º nella discesa libera e 26º nel supergigante e non concludendo la combinata.
Ai Mondiali di Sankt Moritz 2003, sua prima convocazione iridata, fu 19º nella discesa libera, mentre due anni dopo, nella rassegna iridata di Bormio/Santa Caterina Valfurva, si classificò 14º nella discesa libera e 20º nel supergigante. Ai XX Giochi olimpici invernali si piazzò 18º nella discesa libera; nella medesima specialità, ai Mondiali di Åre dell'anno successivo, fu 14º. Chiuse la carriera disputando la discesa libera di Coppa del Mondo del 29 novembre 2008 a Lake Louise, arrivando 61º.

## Palmarès

### Mondiali juniores
- 1 medaglia:
  - 1 oro (discesa libera a Voss 1995)

### Coppa del Mondo
- Miglior piazzamento in classifica generale: 20º nel 2002
- 2 podi:
  - 1 secondo posto
  - 1 terzo posto

### Coppa Europa
- Miglior piazzamento in classifica generale: 76º nel 1999
- 1 podio:
  - 1 secondo posto

### Campionati italiani
- 3 medaglie[1]:
  - 1 oro (discesa libera nel 2003)
  - 1 argento (discesa libera nel 1999)
  - 1 bronzo (discesa libera nel 2007)